# Толі (Північна Дакота)
Толі (англ. Tolley) — місто (англ. city) в США, в окрузі Ренвілл штату Північна Дакота. Населення — 41 особа (2020).

## Історія
Місто було засноване 1905 року.

## Географія

Положення міста на мапі округу Ренвілл

Толі розташоване за 24 км на захід від столиці округу міста Моголл. Клімат Вологий континентальний, з теплим літом та холодною зимою.
Толі розташоване за координатами 48°43′49″ пн. ш. 101°49′38″ зх. д. / 48.73028° пн. ш. 101.82722° зх. д. (48.730362, -101.827197).  За даними Бюро перепису населення США в 2010 році місто мало площу 0,33 км², уся площа — суходіл. В 2017 році площа становила 0,38 км², уся площа — суходіл.

## Демографія
Згідно з переписом 2010 року, у місті мешкало 47 осіб у 26 домогосподарствах у складі 13 родин. Густота населення становила 143 особи/км².  Було 40 помешкань (121/км²).
Расовий склад населення:
| - 100,0 % — білих |

До двох чи більше рас належало 0,0 %. Частка іспаномовних становила 0,0 % від усіх жителів.
За віковим діапазоном населення розподілялося таким чином: 12,8 % — особи молодші 18 років, 65,9 % — особи у віці 18—64 років, 21,3 % — особи у віці 65 років та старші. Медіана віку мешканця становила 48,3 року. На 100 осіб жіночої статі у місті припадало 161,1 чоловіків;  на 100 жінок у віці від 18 років та старших — 173,3 чоловіків також старших 18 років.
За межею бідності перебувало 6,9 % осіб, у тому числі 0,0 % дітей у віці до 18 років та 0,0 % осіб у віці 65 років та старших.
Цивільне працевлаштоване населення становило 19 осіб. Основні галузі зайнятості: мистецтво, розваги та відпочинок — 42,1 %, сільське господарство, лісництво, риболовля — 36,8 %, транспорт — 10,5 %, освіта, охорона здоров'я та соціальна допомога — 5,3 %.